# UFC Fight Night: Santos vs. Walker
UFC Fight Night: Santos vs. Walker (também conhecido como  UFC Fight Night 193, UFC Vegas 38 e UFC on ESPN+ 51) foi um evento de artes marciais mistas produzido pelo Ultimate Fighting Championship realizado em 2 de outubro de 2021, na instalação UFC Apex, em Enterprise, Nevada, Estados Unidos.

## Background
Uma luta de pesos-meio-pesados entre o ex-desafiante ao título do meio pesados Thiago Santos e Johnny Walker foi a luta principal do evento.

## Results
Nota 1 Uma cabeçada acidental nocauteou Holland. 

## Bônus da noite
Os seguintes lutadores receberam bônus de $50.000.
- Luta da noite: Nenhum bônus concedido.
- Performance da noite: Casey O'Neill, Jamie Mullarkey, Douglas Silva de Andrade and Alejandro Pérez